# Shawn Michaels
Michael Shawn Hickenbottom (Chandler, 22 de julho de 1965), melhor conhecido pelo seu nome no ringue Shawn Michaels, é um ex-lutador de luta livre profissional, ator, ex-jogador de futebol americano e apresentador de televisão americano. Ele construiu toda sua carreira dentro da WWE, atuando a maior parte do tempo no programa Raw. Ele se apresentou regularmente pela WWE, anteriormente conhecida como World Wrestling Federation (WWF) de 1988 até sua primeira aposentadoria em 1998. Em meados de 2000 Michaels teve vários papéis que não envolviam lutar, voltando exercer a atividade em 2002 até se aposentar pela segunda e última vez em 2010. Se tornando treinador em 2016 e retornando aos ringues em 2018.
Na WWF/WWE, Michaels encabeçou vários dos principais eventos em pay-per-view da promoção de 1989 a 2010, encerrando o maior evento da WWE, o WrestleMania, em cinco ocasiões. Ele foi um dos co-fundadores e líder original do grupo D-Generation X, que fez sucesso de 1997 a 2000. Michaels também atuou pela American Wrestling Association (AWA), onde fundou a equipe The Midnight Rockers com Marty Jannetty em 1985. Após ganharem o AWA Tag Team Championship duas vezes, a dupla continuou a aparecer na WWF como The Rockers, separando-se em janeiro de 1992. Dentro de um ano, Michaels lutaria duas vezes pelo WWF Championship e ganharia seu primeiro WWF Intercontinental Championship Ele posteriormente foi considerado como um dos melhores lutadores das décadas de 1990 e 2000.
Michaels foi introduzido no WWE Hall of Fame em 2011. Nomeando-o como o melhor lutador profissional de todos os tempos, a IGN escreveu: "Michaels foi o mais atlético, inspirador e melhor contador de histórias do negócio; elevava o padrão de toda a indústria a cada luta." Durante sua carreira, ele foi quatro vezes campeão mundial: conquistou três vezes o WWF Championship e foi uma uma vez campeão mundial dos pesos-pesados. Michaels ainda ganhou os Royal Rumbles de 1995 e 1996 e foi o primeiro a completar o Grand Slam da WWE. Ele também detém o recorde de conquistar mais vezes prêmio de "melhor luta do ano" dado pela Pro Wrestling Illustrated, tendo o ganhado em 11 ocasiões.

## Carreira
Shawn Michaels trabalha para a WWE, que anteriormente era World Wrestling
Federation (WWF), no programa RAW. Hickenbottom é um dos Senior-Performers na WWE, que entraram em 1988.
Hickenbottom iniciou sua carreira lutando na Mid-South Wrestling, agora
conhecido como Universal Wrestling Federation e American Wrestling
Association (AWA). Durante seu tempo com a AWA, ele atuou em parceria
com Marty Jannetty, como The Midnight Rockers; ganharam o AWA World Tag
Team Championship por duas vezes. Em seguida, assinou com a WWF, enquanto que no contrato com a AWA. Eles retornaram para a AWA, só para voltar para a WWF em 1988.
Hickenbottom trabalhou mais tarde como um artista único, assumindo uma nova personagem de
"The Heartbreak Kid". Ele era o líder de um grupo conhecido nos bastidores como
Kliq, que ficou conhecido após a realização de um ato improvisado durante um show no Madison
Square Garden chamado "MSG Incident" em 1996. No ano seguinte, ele fez parceria com Hunter Hearst Hemsley, que muitas vezes era referido como Triple H (HHH), nome dado por Michaels, e Chyna para formar D-Generation X (DX). Este grupo de lutadores
era conhecido por seu humor bruto, obsceno e desrespeitoso com alguns lutadores. Nesse mesmo ano, Hickenbottom participou de um dos momentos mais controversos da história do wrestling, apelidado como o "Montreal Screwjob".
Depois disso, uma lesão nas costas obrigou-o a se aposentar depois de sua perda WWF Championship na WrestleMania XIV,
Hickenbottom abriu uma academia de luta livre, chamado The "Shawn Michaels Wrestling Academy", em que ele treinou lutadores novatos. Ele fez o seu retorno ao ringues no SummerSlam em 2002. Em 2006, Hickenbottom e Triple H
brevemente reformaram a DX, mas depois de uma lesão que Triple H obteve, Hickenbottom voltou a lutar sozinho. Entre outros reconhecimentos, Hickenbottom é quatro vezes campeão mundial: Três vezes WWF Championship e uma vez World Heavyweight Champion. Ele foi
também o vencedor dos Royal Rumble de 1995 e 1996 e foi o primeiro Grand Slam Champion. Além de wrestling profissional,
Hickenbottom é um cristão-nascido de novo, marido e pai de duas crianças.
Na Wrestlemania XXVI, Michaels lutou numa luta "Carreira vs Invencibilidade" contra The Undertaker,se perdesse teria de se aposentar.Com sua derrota, Michaels se aposentou em 2010.

### 1994
Em 1994, Michaels participou do Royal Rumble 1994, 

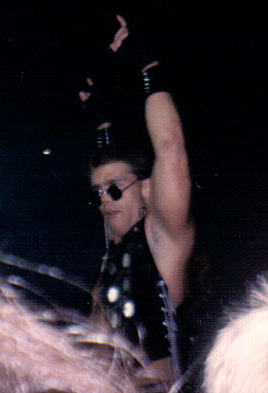
Michaels no Royal Rumble 1994

ficou 29:17 minutos no ringue. Eliminou 3 oponentes, mas foi elimindo por Lex Luger. Foi o 27º a ser eliminado, o penúltimo, já que nesse Rumble ocorreu um empate entre Bret Hart, Jeff Cobra e Lex Luger
Logo depois, Michaels entrou em rivalidade com Razor Ramon que havia ganho o Intercontinental Championship no Royal Rumble. A rivalidade culminou na WrestleMania X, na primeira Ladder Match em uma Wrestlemania da história. Michaels, que já havia lutado com Hart nesse tipo de luta. Michaels deu um show à parte, e fez com que Ramon também lutasse incrivelmente bem , o que lhes rendeu o prêmio de Match of the Year 1994. A luta valia o título Intercontinetal, e, Razor levou a melhor ao derrubar Michaels de cima da Ladder o fazendo ficar preso nas cordas, e pegar o cinturão estendido. No Survivor Series, Michaels se juntou a Diesel, Hart, Neidhart & Jarrett. Mas seu próprio parceiro de equipe, Diesel atacou-o e todos foram eliminados por Count-Out, mesmo tendo apenas sobrado Razor Ramon contra os 5, ele venceu a luta.

### 1995
Já no início do ano, Michaels foi escalado para o Royal Rumble. Ele afirmou a todos que queria ganhar neste ano, já que no último ele chegou muito perto. Porém os sonhos de Michaels iam-se embora quando ele teve que ser o primeiro a entrar, junto com British Bulldog, que foi o segundo. Mas mesmo assim nada interferiu no sonho de Michaels. Shawn fez história ao ser o primeiro a entrar e vencer o Rumble ao eliminar por último, ninguém mais ninguém menos que Bulldog. Uma coisa inusitada ocorreu no final, British havia lançado Michaels por cima da terceira corda, mas ele se segurou e usou um dos pés para se apoiar no chão, o que não causou sua desclassificação. Enquanto British comemorava no corner, Michaels veio e o empurrou e começou a comemorar a vitória, graças a sua inteligência.
Chegou a Wrestlemania, e o novo inimigo de Shawn era seu antigo guarda-costas, Diesel. Ambos entraram acompanhados por duas celebridades: Shawn por Jenny McCarthy e Diesel por Pamela Anderson.
A luta era pelo WWF Championship, a primeira chance grande de Michaels pelo título. A luta foi boa, de longa duração, mas novamente, Michaels perdeu em uma Wrestlemania.
No Summerslam, uma ironia ocorreu. Michaels teria de enfrentar Razor Ramon de novo, numa Ladder Match, pelo WWE Intercontinental Championship, que agora era de Michaels, ele havia ganho no In Your House 2. Dessa vez, HBK não deixou escapar a vitória e deu um Sweet Chin Music em Razor Ramon em cima da escada. e pegou o título. No In Your House 4, uma coisa inesperada ocorreu. Shawn perdeu o título para Dean Douglas, porque não estava apto para competir. Nessa mesma noite, Razor Ramon venceu Douglas e se tornou novamente WWE Intercontinental Championship. No Survivor Series, foi formado o Team Michaels que contava com: Shawn Michaels, Ahmed Johnson, The British Bulldog e Sycho Sid. Eles enfretaram o Team Razor: Razor Ramon, Yokozuna, Owen Hart e Dean Douglas. O Team Michaels venceu com folga, já que restaram ainda três integrantes (Michaels, Ahmed e Bulldog). Michaels apenas eliminou Dean Douglas após um Roll-Up, mas ajudou na eliminação de Ramon com seu Sweet Chin Music.

### 1996
Michaels já estava na Royal Rumble Match de 1996. Agora ele só precisava vencê-la pela segunda vez seguida. E foi isso mesmo que ele fez. Sendo o 18° a entrar, Shawn permaneceu 26:09 no ringue e eliminou seu antigo guarda-costas, Diesel com um belo Sweet Chin Music por cima da Top-Rope, assim estava se formando a Road to Wrestlemania de Shawn. No In Your House 6, Shawn teve de lutar contra Owen Hart, valendo sua chance pelo título na Wrestlemania. Mas mesmo assim Michaels fez um Sweet Chin Music e ainda continuava na briga. Chegou a WrestleMania XII, Michaels vinha tendo alguns desentendimentos com Bret Hart e isso tudo culminou na luta que é considerada a melhor luta da história das Wrestlemanias. Foi escolhido que os dois se enfrentariam na primeira de todas Iron man Match da história da WWF. Nesta altura Hart era o WWF Championship e Shawn era o favorito ao título, tudo pronto para o espetáculo. Chegou o grande dia e no Main Event da noite teríamos um espetáculo. Hart entra com seu WWF Championship sabendo que teria uma luta difícil pela frente. Minutos depois toca a famosa música "Sexy Boy", mas não é Michaels que entra, e sim seu treinador Jose Lothario. Ninguém estava entendendo, mas o que ninguém sabia era que a estrela da noite viria do alto. Shawn aparece de lá do topo do estádio e desce preso a um cabo da aço enchendo aquela arena de flashes e coroando mais um dos grandes momentos da história do Wrestling. A luta se iniciou, Michaels e Hart se enfentam de igual para igual. Várias tentativas de fazer o primeiro ponto foram feitas por ambos os lutadores, mas todas sem resultado. Já no final, Michaels faz um incrível Moonsault, mas Hart consegue sair do Pinfall. Quando Michaels tenta saltar outra vez, Bret o pega pelas pernas e lhe dá o Sharpshooter, há 30 segundos do final da luta. Michaels tem os piores 30 segundos de sua vida. O tempo acaba e nenhum dos dois conseguiu fazer um ponto sequer, uma coisa histórica visto que dois lutadores ficaram 1 hora aguentando e sofrendo para não perderem essa chance. No regulamento normal, Hart sairia como vencedor, já que Michaels não foi capaz de derrotá-lo. Mas o presidente da WWF Gorilla Moonson vem ao ringue e anuncia que a luta deveria continuar, deveria haver algum vencedor. Bret, que já estava de saída, volta furioso e começa a liberar toda a sua raiva no debilitado Michaels. Mas é aí que os milagres acontecem, Michaels reverte uma manobra de Hart passando por cima dele e conecta o golpe que o público esperou mais de 1 hora para ver: O Sweet Chin Music. Ninguém naquela arena acreditava que Michaels conseguia virar o jogo. Mas o melhor ainda viria quando Shawn faz outro Sweet Chin Music em Hart e cai sobre o mesmo. Quando o juiz bateu a palma da mão pela terceira vez no tablado, Michaels saiu imediatamente de cima de Hart e se ajoelhor no centro do ringue, chorando pela vitória, pelo sonho de menino que se realizou naquele momento. No In Your House 7: Good Friens Better Enemies, Shawn reteve seu WWF Championship numa No Holds Barred contra Diesel, após atingí-lo com um Superkick. No In Your House 8, Michaels enfrentou The British Bulldog, e reteve seu título após um Double-Pinfall, dele e Bulldog. No King of the Ring, Michaels derrotou Bulldog após um Sweet Chin Music. No In Your House 9: International Incident, o time de Michaels(Shawn Micheals,Sycho Sid e Ahmed) perdeu para o time de Vader (Vader, Owen e Bulldog), após um Vader Bomb em Shawn.

### A luta peloWWE Championship

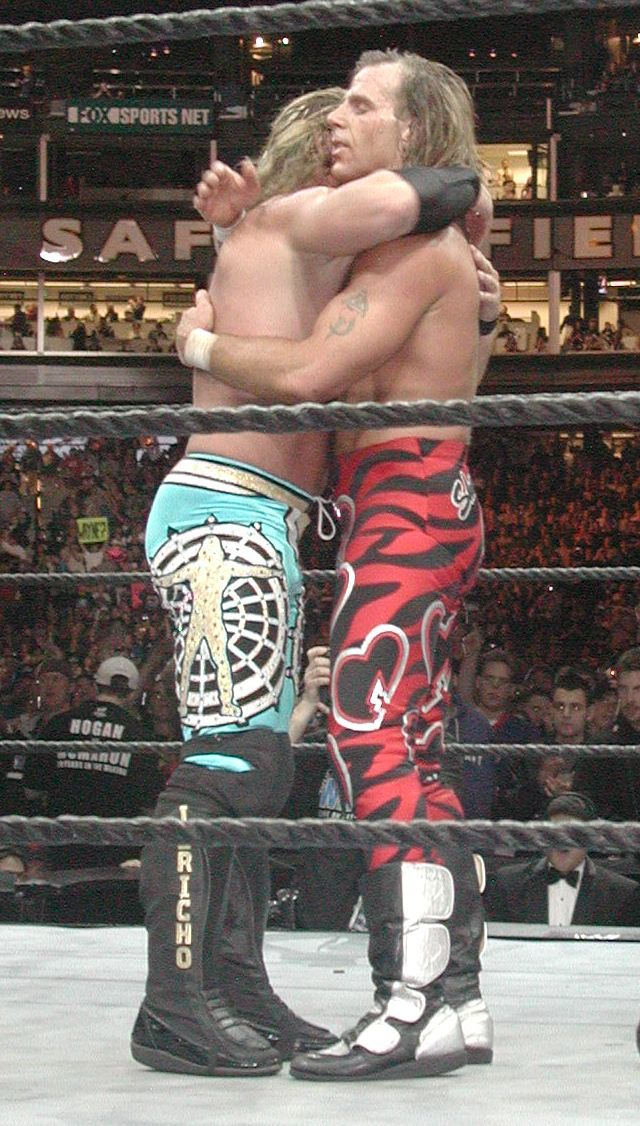
Abraço com Chris Jericho na WrestleMania XIX

Mesmo os Rated-RKO tendo terminado eles ainda eram World Tag Team Champions por isso ainda eram uma equipa. HBK junta-se ao WWE Champion John Cena para ganhar aos Rated-RKO o World Tag Team Chapionship e conseguiram mas Shawn Michaels queria o WWE Championship, por isso traiu o John Cena! Eles perderam os títulos para os Hardy Boys num Eight-Man Tag Team Battle Match, porque logo no início HBK elimina o seu companheiro de Tag Team John Cena com um Sweet Chin Music ! Michaels nunca conseguiu ganhar de John Cena o WWE Championship no Backlash. Estava quase porque Michaels era o único que não estava KO mas não conseguiu ganhar pois fez um Sweet Chin Music ao John Cena e Cena caiu em cima de Orton 1, 2, 3 e o título não muda de mãos!
Shawn Michaels queria outra oportunidade por isso lutou contra The Great Khali pelo Nº One contender mas não conseguiu só ganhou uma grande lesão nas costas. Mas incrivelmente no último RAW de Edge, (ele ia voltar para a SmackDown) HBK aparece (toda a gente ficou admirada) e diz que ninguém ia sentir a falta de Edge por isso Shawn Michaels e Edge vão ter um combate. Todos no ginásio pensaram que HBK estava maluco em desafiar Edge depois da última semana em que Michaels é completamente desimado por The Great Khali, mas Shawn Michaels entrou no ringue e ganhou a Edge. Quando ele ja tinha ganho e estava prestes a levantar aparece e da-lhe um pontapé na cabeça (Michaels não foi o único, muitas lendas têm levado um pontapé na cabeça de Randy como por exemplo:Rob Van Dam, "American Dream" Dusty Rhodes, Srg Slauther e o pai do John Cena... quem será o próximo?). Fica marcado um combate entre HBK vs "The Legend Killer" Randy Orton para o Judment Day. Quando Shawn estava a falar nos bastidores aparece Randy Orton e o dá um empurrão que faz com que Shawn bata com a cabeça numas grades. Momentos depois aparece o medico de Michaels e Michaels a falarem e o medico diz que Shawn não está apto para lutar. Toda a gente pensava que Michaels não vinha lutar, portanto Randy Orton foi ao ringue com roupa para lutar mas disse ao apresentador para declarar Orton como vencedor porque Shawn não ia aparecer por ordens médicas.
Mas já deviam de saber que HBK nunca aceita ordens de ninguém por isso quando o apresentador ia a dizer que o vencedor por falta de comparencia era rand...e começa a tocar a música de HeartBreak Kid Shawn Michaels demorou um pouco aparecer mas apareceu Shawn Michaels ia lutar o arbitro ainda disse que ele não presisava de lutar mas HBK insistiu lutou Randy Orton ja estava a dominar quando HBK espetou os dedos nos olhos do Randy Orton Orton caiu e michaels ia a perparar-se para fazer um swett Chin Music mas caiu no chão o árbitro termina um combate com uma vitória para Randy Orton.Quando o Artbitro estava a levantar Michaels, Randy faz-lhe um RKO e HBK fica Ko no meio do ringue e essa é a última imagem que vimos do Shawn Michaels ninguém sabe se ele volta ou não volta.Fica uma pergunta sem resposta...
Mas quando Randy Orton ganhou o Título da WWE (dois campeões na mesma noite Randy Orton, Triple H e outra vez Randy Orton) depois de John Cena ter de render o Título da WWE depois de romper o músculo do Tendão do braço.Vincent Kennedy McMahon nomeia o Randy Orton como novo campeão da WWE e o Triple H deveria ser o primeiro a dar um aperto de mão ao Orton nisto,Orton ia atrás de Triple H, Shawn Michaels apareceu fazendo um Sweet Chin Music (na mesma noite o Vincent McMahon decide que os DX voltam a reunir-se mas apenas por uma noite que disso não passou)

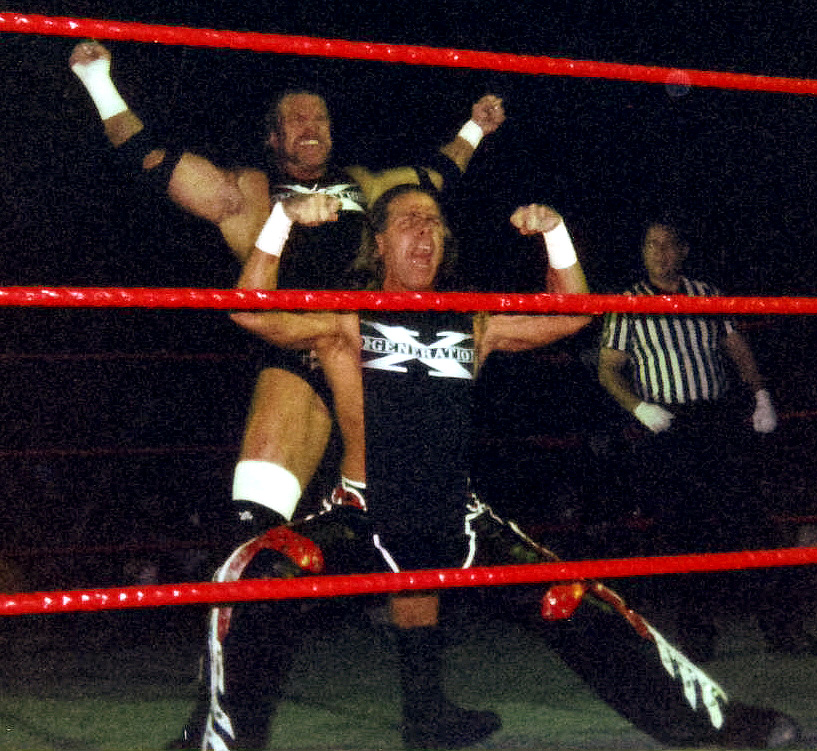
Pose de D-Generation X

### DVD
Em 2007 a WWE lançou o DVD Heartbreak & Triumph: The Shawn Michaels Story, com a história de vida de Shawn, com relatos de amigos, familiares e estrelas da WWE sobre o mesmo. O DVD conta com lutas antigas, como contra Billy Jack Haynes em 1985 pela WCCW e mais recentes, como contra John Cena em luta sem título, em 2007 no programa RAW, além de extras e mais relatos sobre sua vida pessoal.

### 2008
Shawn Michaels foi o responsável pelo fim da carreira do seu grande amigo Ric Flair, pois venceu-o

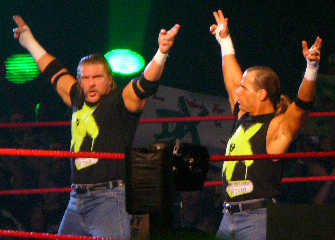
Triple H e Michaels, a D-X em um evento do RAW

 num combate fim de carreira para Ric na WrestleMania XXIV. Shawn antes de dar o Sweet Chin Music a Flair disse para si mesmo «I'm sorry, I love you» e venceu o combate, deixando Flair a chorar desnecessariamente no ringue. Após isso iniciou uma feud Com Chris Jericho.
No Great American Bash após um golpe mal executado por parte de Jericho, fez Michaels sair do rinque sangrando o que fez pensar que este abandonaria a carreira. No RAW de 2 semanas depois ele diz que fara seu grande anúncio no SummerSlam.
Chegado o SummerSlam, Michaels anuncia que iria parar de lutar. Então Jericho aparece e fala para Michaels dizer que foi Jericho que fez este se aposentar, mas Shawn recusa e Jericho acerta um soco em Rebecca, esposa de Michaels.
Na RAW de 2 semanas depois Michaels desafia Jericho para uma luta Unsanctioned no Unforgiven onde Michaels saiu vencedor.
No No Mercy ele teve uma chance pelo World Heavyweight Championship contra Chris Jericho numa Ladder match, mas perdeu por causa da interferência de Lance Cade.
Michaels foi obrigado a trabalhar para JBL, por motivos financeiros (kayfabe), até o WWE No Way Out, onde derrotou JBL em uma "All or Nothing match", onde saiu vencedor após uma pequena ajuda de sua esposa, que deu um tapa que acertou JBL em cheio .

### 2009
Michaels derrotou John "Bradshaw" Layfield para ser o desafiante de The Undertaker,no Wrestlemania XXV, porém a general manager da SmackDown Vickie Guerrero, anunciou que para ter direito à luta, Michaels teria que derrotar Vladimir Kozlov. E venceu após um Sweet Chin Music, terminando com a invencibilidade de Kozlov em lutas individuais. Dessa forma se classificou para a Wrestlemania e ganhou o direito de lutar com The Undertaker no WrestleMania XXV.
Na RAW do dia 30 de março, fez uma "homenagem póstuma" a Undertaker, dizendo que ele foi uma lenda e que lamentava ter que acabar com ele na WrestleMania XXV. Mas Undertaker apareceu e tentou agredir Shawn Michaels, que aplicou um Sweet Chin Music em Taker deixando-o nocauteado.

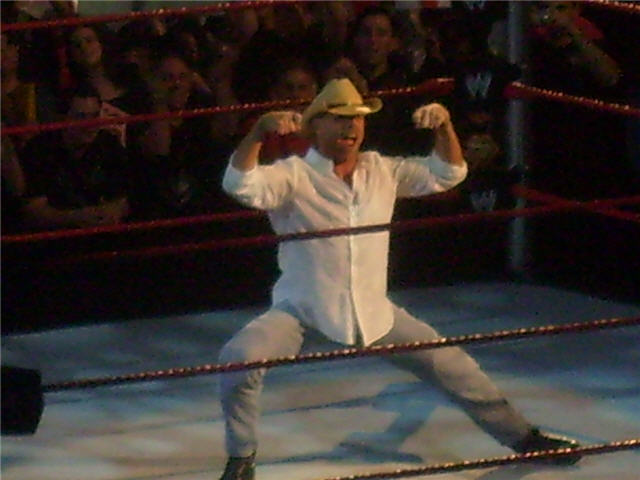
Michaels e sua tradicional pose.

No Wrestlemania XXV, perdeu para Undertaker, mas chegou a aplicar dois Sweet Chin Music. Mas The Undertaker conseguiu sair do pin. Aplicou em Shawn em seguida um Tombstone e venceu a luta.
HBK passou um tempo fora das lutas retornando no SummerSlam junto com Triple H formando novamente a D-Generation X para enfrentar com a  The Legacy (wrestling profissional) vencendo o combate. No WWE Breaking Point, D-Generation X foram derrotados pela Legacy por meio de uma submissão em Shawn Michaels. No dia 4 de outubro, DX ganha em uma luta Hell In A Cell contra a The Legacy.No dia 22 de novembro enfrentou o seu amigo Triple H e John Cena em uma Triple Treat Match pelo WWE Championship no Survivor Series.Quando a luta nem havia começado HBK deu um Sweet Chin Music em Triple H que ficou desacordado e só voltou para a luta depois de ficar desacordado por um tempo. John Cena ganhou após aplicar um F-U em Triple H.
Tempos depois, no PPV WWE TLC, Shawn Micheals ganha, juntamente com Triple H, o Unified Tag Team Championship, vencendo os até então Unified Tag Team Champions Chris Jericho e Big Show em uma Tables, Ladders and Chairs Match (Mesas, Escadas e Cadeiras).
Triple H e Shawn Michaels defenderam Unified WWE Tag Team Titles três vezes, em lutas contra Jeri-Show (Chris Jericho & Big Show), The Hart Dynasty e contra Big Show e Chavo Guerrero. Shawn ainda recebeu o Slammy de melhor luta do ano por sua luta contra Undertaker no WrestleMania.

### 2010

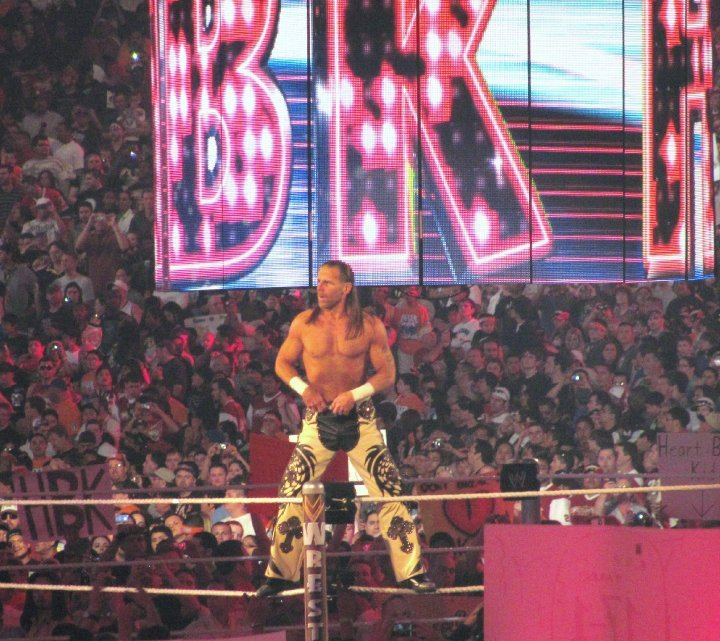
Shawn Michaels na WrestleMania XXVI.

No decorrer das edições da Raw Shawn desafiou The Undertaker para uma revanche na WrestleMania XXVI. Como resposta The Undertaker disse que se Shawn Michaels vencese o Royal Rumble poderia desafiá-lo na WrestleMania XXVI pelo World Heavyweight Championship. No Royal Rumble, Shawn Michaels fez sua parte eliminando Carlito, Cody Rhodes, Ted DiBiase, Jr., John Morrison, Drew McIntyre e Triple H, mas acabou sendo eliminado por Batista no final, e perdendo a chance de desafiar The Undertaker na Wrestlemania XXVI.
Ele e Triple H perderam os títulos de WWE Tag Team Champions e de World Tag Team Champions para The Miz & The Big Show em uma Tag team Triple Treat elimination match Que também envolvia CM Punk & Luke Gallows. Depois disso Shawn não apareceu mais até o evento Elimination Chamber, na qual aplicou um Sweet Chin Music em Undertaker, o fazendo perder o título para Chris Jericho. No Raw do dia seguinte, Undertaker aparece dizendo que aceitou a proposta de rematch na WrestleMania, numa Streak vs. Career match. Foi uma das melhores lutas segundo os críticos, mesmo assim Shawn Michaels foi derrotado depois de levar o 3º Tombstone de Undertaker encerrando assim sua carreira. Mesmo assim Michaels alcançou uma marca nesse combate, pois conseguiu resistir ao Hell's Gate de Undertaker, golpe que ninguém até então havia resistido. Na noite de seu discurso de despedida na Raw, Undertaker apareceu e fez um gesto de respeito a Michaels, demonstrando total admiração que este tinha pela lenda.

### 2011
Shawn fez uma aparição no Monday Night Raw no dia 10 de Janeiro e aplicou um Sweet Chin Music em Alberto Del Rio.
Ele também apareceu no Raw Roullete, de 27 de junho.

### 2012
Shawn Michaels apareceu em alguns programas do Raw confrontando Undertaker. Pediu a Triple H para enfrentar Undertaker na wrestlemania 28 mas foi recusado. No raw seguinte Undertaker confrontou Triple H dizendo que Shawn Michaels era melhor que ele e aí Triple H aceitou o desafio sendo um  combate Hell in a cell com Shawn Michaels como arbitro especial.
Na wrestlemania 28 Undertaker vence Triple H, no fim Undertaker, Shawn Michaels e Triple H abraçam-se.
No episódio de número 1,000 da Raw todos os membros da D-Generation X se reuniram e fizeram várias promos e pedidos. Fãs fazem apelos para que Shawn e Triple H continuem com a DX.No raw 5 de Agosto Shawn Michaels tem uma conversa com Paul Heyman e Brock Lesnar anunciando que esta do lado de Triple H no Summer Slam 2012.
No dia de assinar o contrato do Summer Slam , Shawn apareceu no ringue, chamado e desafiado por Paul Heyman e Brock Lesnar. Na mesma noite, Shawn Michaels foi atacado por Brock Lesnar após Paul Heyman impedir que ele saísse do estacionamento, Shawn foi levado para o ringue e Lesnar quebrou seu braço.Na Wrestlemania XXIX Triple H venceu Lesnar.

### 2013
Em um RAW,foi criado uma votação para quem seria o juiz especial na luta no Hell In A Cell,Randy Orton contra Daniel Bryan, Shawn venceu a votação.No Hell in A Cell Shawn aplicou um Sweet Chin Music em Bryan,ajudando Randy a ganhar a luta.No Raw seguinte,Bryan se vingou de Shawn aplicando um Yes Lock.

### WWE Hall Of Fame

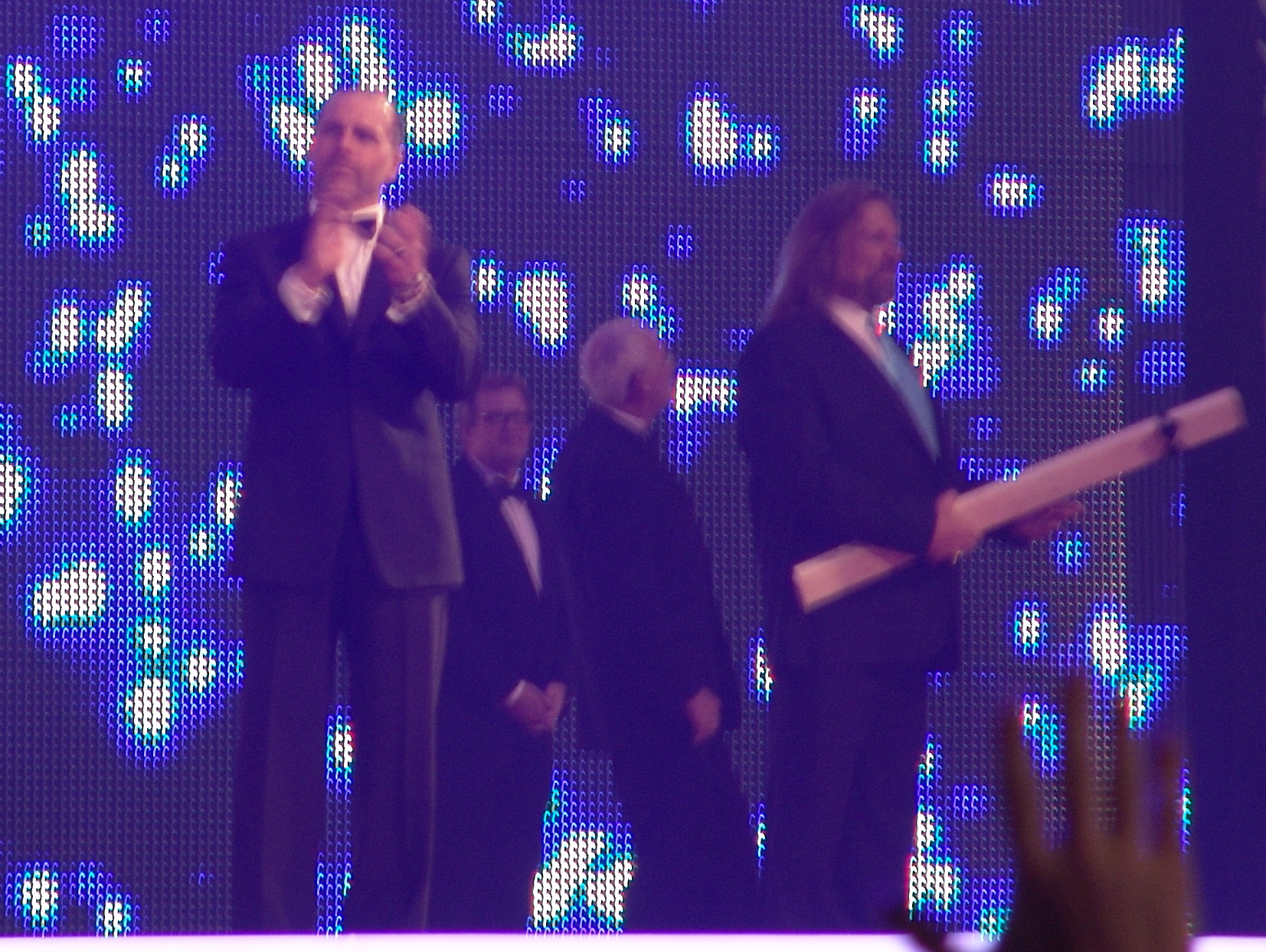
Shawn Michaels na apresentação dos WWE Hall of Famers de 2011 na WrestleMania XXVII.

Uma noite antes da Wrestlemania XXVII, HBK foi introduzido ao WWE Hall of Fame durante a cerimônia de 2011 por seu amigo e antigo parceiro Triple H, junto de outras lendas que foram introduzidas no mesmo ano, como Jim Duggan, Bob Armstrong, Sunny, Abdullah the Butcher, Drew Carey e a dupla Legion of Doom.

### 2018
Em 8 de outubro de 2018, Shawn Michaels e seu velho amigo Triple H, anunciaram que a D-Generation X voltaria a ativa e Shawn retornaria aos ringues.

## No wrestling

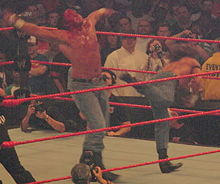
Sweet Chin Music

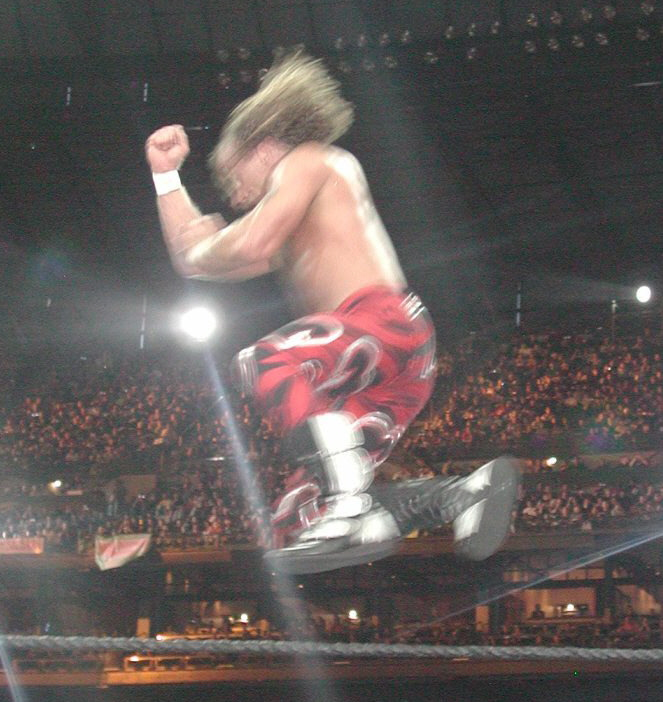
Elbow drop

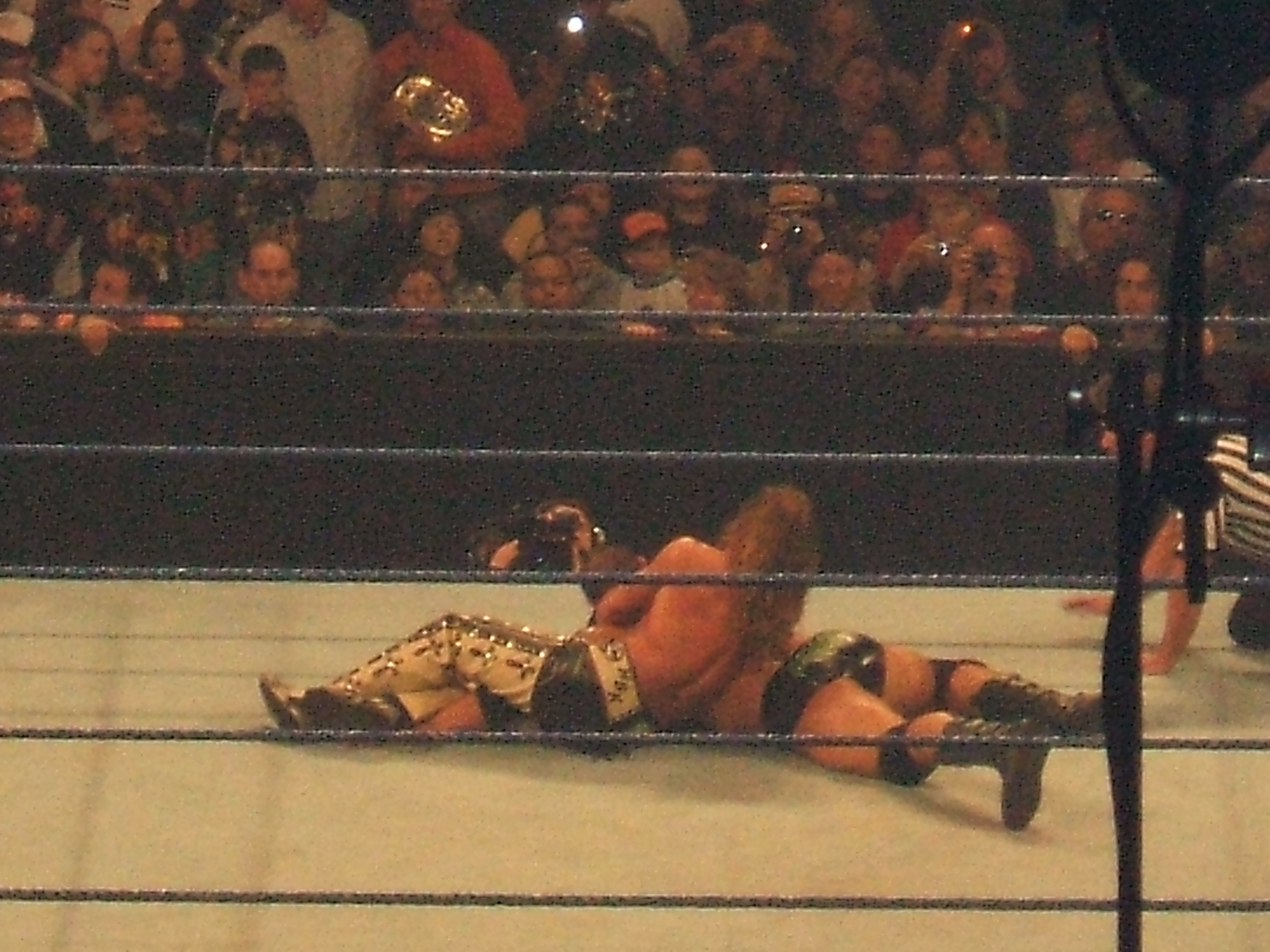
Michaels aplica um Crossface em Batista

- Atletas treinados por Michaels
  - Matt Bentley
  - Lance Cade
  - Shawn Hernandez
  - Brian Kendrick
  - Paul London
  - Veronica Stevens
  - Tyson Tomko
  - Daniel Bryan
- Finalizações e ataques secundários
  - Sweet Chin Music' (Superkick) 1991 - atualmente (às vezes usado quando aparece na WWE)
  - Inverted Figure-4 Leglock Modificado
  - Jumping piledriver - 1991-1994, e 1996-atualmente, como signature move (Na maioria dos casos na escada).
  - Teardrop Suplex (Leg Hook Saito Suplex) - 1992-1993
  - Sharpshooter - Usado de 1997 até 1998, agora usado raramente por Shawn.
  - Diving Splash
  - Flying Forearm Smash followed by a No-Handed Kip Up
  - Inverted Atomic Drop
  - Diving Elbow Drop
  - Scoop Slam
  - Asai Moonsault to Outside
  - Swinging Neckbreaker
  - Slingshot Crossbody
  - Diving Crossbody
  - Lou Thesz w/Mounted Punches
  - Crippler Crossface(Arm-Trap Crossface)
  - Smash Right Punch
  - BackHand Chop
  - Diving Dropkick
  - Diving Moonsault
  - Chop Block
  - Asai Moonsault to Outside
  - Leg Feed Enzuigiri
  - Rope Flip
  - Suicide Dive
  - Corner Front Flip
  - Skin the Cat
  - DDT
  - Back Suplex
  - High Kick
  - Springboard Crossbody to Outside
  - Diving Suicide Crossbody
  - Knee Breaker
  - 10-Count Punches
  - Back Body Drop
  - Side Readlock Takendo
  - Powerbomb
  - Hip Toss
  - Scoop Powerslam
  - Drop Kick
- Temas de entrada
  - "Sexy Boy" por Sherri Sensational, Jim Johnston, Jimmy Hart e JJ Maguire (15 de janeiro de 1992 - 30 de janeiro de 1993)
  - "Sexy Boy", de Shawn Michaels, Jim Johnston, Jimmy Hart e JJ Maguire (13 de fevereiro de 1993 -  09 novembro de 1997; 30 de novembro de 1998 - 26 de junho, 2000, 3 de junho de 2000 - 12 de junho de 2006; 9 de abril de 2007 - 5 de abril de 2009; 26 de março de 2010-presente)
  - "Break It Down" por The Band DX (10 novembro de 1997 - 29 de março de 1998; 19 junho de 2006 - 2 de abril de 2007; 24 de agosto de 2009 - raw 1,000 ep de 2012) (Usada enquanto membro da D-Generation X )

## Títulos e prêmios
- American Wrestling Association
  - AWA World Tag Team Championship (2 vezes)[11] – com Marty Jannetty
- Central States Wrestling
  - NWA Central States Tag Team Championship (1 vez)[11] – com Marty Jannetty
- Continental Wrestling Association
  - AWA Southern Tag Team Championship (2 vezes)[3][11] – com Marty Jannetty
- Pro Wrestling Illustrated
  - Rivalidade do Ano (2008) vs. Chris Jericho
  - Luta do Ano (1993)[12] vs. Marty Jannetty no Monday Night Raw de 17 de maio
  - Luta do Ano (1994)[13] vs. Razor Ramon em uma luta de escadas no WrestleMania X
  - Luta do Ano (1995)[6] vs. Diesel no WrestleMania XI
  - Luta do Ano (1996)[6] vs. Bret Hart em uma Iron Man match no WrestleMania XII
  - Luta do Ano (2004)[12] vs. Chris Benoit e Triple H no WrestleMania XX
  - Luta do Ano (2005)[12] vs. Kurt Angle no WrestleMania 21
  - Luta do Ano (2006)[12] vs. Vince McMahon em uma luta No Holds Barred no WrestleMania 22
  - Luta do Ano (2007)[12] vs. John Cena no Raw de 23 de abril
  - Luta do Ano (2008)[12] vs. Ric Flair no WrestleMania XXIV
  - Luta do Ano (2009)[14] vs. The Undertaker no WrestleMania XXV
  - Luta do Ano (2010)  vs. The Undertaker no WrestleMania XXVI
  - Lutador Mais Inspirador do Ano (2010)[15]
  - Lutador Mais Popular do Ano (1995, 1996)[13]
  - PWI o colocou na #1ª posição dos 500 melhores lutadores individuais em 1996[16]
  - PWI o colocou na #10ª posição dos 500 melhores lutadores individuais da história em 2003[17]
  - PWI o colocou na #33ª posição das 100 melhores duplas da história com Marty Jannetty em 2003[17]
- Texas All-Star Wrestling
  - TASW Texas Tag Team Championship (2 vezes)[11] – com Paul Diamond
- Texas Wrestling Alliance
  - TWA Heavyweight Championship (1 vez)[3][11]

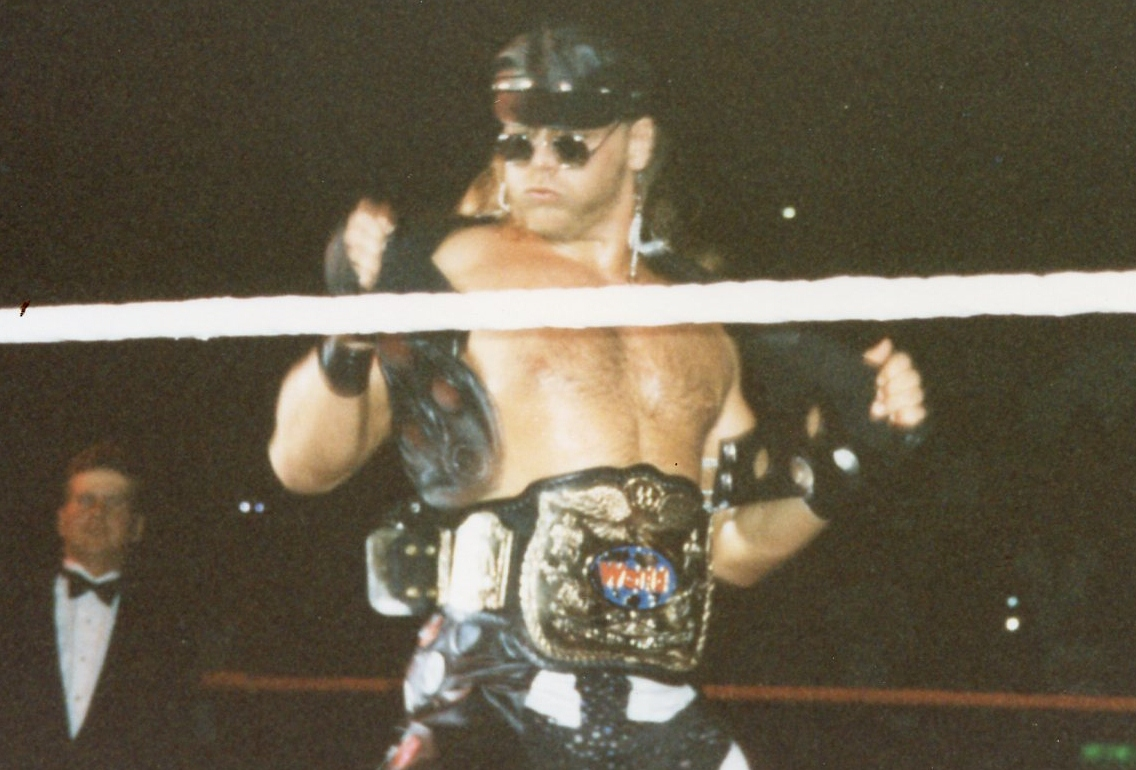
Michaels como Campeão de Duplas da WWF durante seu reinado com Diesel.

- World Wrestling Federation / World Wrestling Entertainment
  - WWF Championship (3 vezes)[11]
  - World Heavyweight Championship (1 vez)[11]
  - WWF European Championship (1 vez)[18]
  - WWF Intercontinental Championship (3 vezes)[11]
  - WWF/E World Tag Team Championship (5 vezes)[19]
  - WWE Tag Team Championship (1 vez)[20]
  - Royal Rumble (1995, 1996)[11]
  - Quarto Campeão da Tríplice Coroa
  - Primeiro Campeão do Grand Slam[11]
  - Hall da Fama da WWE (Classe de 2011)
  - Hall da Fama da WWE (Classe de 2019) como membro do D-Generation X
  - Slammy Award por Melhor Entrada Slammin' Jammin' (1996)
  - Slammy Award por Melhores Roupas (1996)
  - Slammy Award por Choque do Ringue (1996) Venceu por desmaiar; Owen Hart aceitou o prêmio por fazê-lo desmaiar
  - Slammy Award por Mestre das Mecânicas do Ringue (1996)
  - Slammy Award por Luta do Ano (1996) vs. Razor Ramon em uma luta de escadas no SummerSlam
  - Slammy Award por Líder de Nova Generação (1996)
  - Slammy Award Melhor Movimento de Finalização (1997)
  - Slammy Award por Luta do Ano (1997) vs. Bret Hart em uma luta Iron Man no WrestleMania XII
  - Slammy Award por Luta do Ano (2008) vs. Ric Flair no WrestleMania XXIV
  - Slammy Award por Luta do Ano (2009) vs. The Undertaker no WrestleMania XXV
  - Slammy Award por Luta do Ano (2010) vs. The Undertaker no WrestleMania XXVI
  - Slammy Award por Traição do Ano (2013) atacando Daniel Bryan no Hell in a Cell

↑ Em outubro de 1990, Shawn Michaels e Marty Jannetty derrotaram The Hart Foundation pelo título. Mesmo vencendo, a vitória e o reinado não são reconhecidos pela WWE, já que as cordas do ringue se romperam durante a luta, que não foi exibida na televisão. Como resultado, Michaels é reconhecido oficialmente como 5-vezes Campeão Mundial de Duplas.
- Wrestling Observer Newsletter
  - Luta Cinco Estrelas (1994) vs. Razor Ramon em uma luta de escadas no WrestleMania X.
  - 5 Star Match (1997) vs. The Undertaker in a Hell in a Cell at Badd Blood.
  - Melhor Mocinho (1996)[21]
  - Rivalidade do Ano (2004) vs. Triple H e Chris Benoit[21]
  - Rivalidade do Ano (2008) vs. Chris Jericho[21]
  - Luta do Ano (1994) vs. Razor Ramon em uma luta de escadas no WrestleMania X[21]
  - Luta do Ano (2008) vs. Chris Jericho em uma luta de escadas no No Mercy[21]
  - Luta do Ano (2009) vs. The Undertaker no WrestleMania XXV[21]
  - Luta do Ano (2010) vs. The Undertaker no WrestleMania XXVI[22]
  - Mais Carismático (1995, 1996)[21]
  - Dupla do Ano (1989) com Marty Jannetty como The Rockers[21]
  - Pior Rivalidade do Ano (2006) com Triple H vs. Shane e Vince McMahon[21]
  - Wrestling Observer Newsletter Hall of Fame (Classe de 2003)[23]